# John Taylor's Month Away/Missionary
John Taylor's Month Away/Missionary è un singolo dei musicisti britannici King Creosote e Jon Hopkins, pubblicato il 6 febbraio 2012 come primo estratto dalla riedizione dell'album in studio Diamond Mine.

## Descrizione
Si tratta di un doppio singolo che ha anticipato la riedizione di Diamond Mine pubblicata nel 2012. Il primo brano, John Taylor's Month Away, era già stato pubblicato nell'edizione originale, mentre Missionary è uno dei tre brani inediti contenuti nella riedizione.

## Tracce
Testi di Kenny Anderson, musiche di Kenny Anderson e Jon Hopkins.
7" (Regno Unito)
- Lato A

1. John Taylor's Month Away (Single Version) – 4:11

- Lato B

1. Missionary – 2:54

Download digitale
1. John Taylor's Month Away – 4:17
2. Missionary – 3:00

## Formazione
Musicisti
- King Creosote – voce, chitarra acustica (traccia 1), fisarmonica (traccia 2)
- Jon Hopkins – elettronica e arrangiamento, armonium e field recording (traccia 1), pianoforte, batteria e voce aggiuntiva (traccia 2)
- Mark Sutherland – batteria (traccia 1)
- Lisa Elle – cori (traccia 1)

Produzione
- Jon Hopkins – produzione
- Cherif Hashizume, Mark Sutherland – registrazione
- Guy Davie – mastering